# Shabazz Napier
Shabazz Bozie Napier (Roxbury, 14 luglio 1991) è un cestista statunitense con cittadinanza portoricana.

## Carriera
Dopo aver frequentato la Charlestown High School e la Lawrence Academy di Groton, ha giocato per 4 stagioni a livello collegiale con la University of Connecticut. Con gli Huskies ha vinto due volte il titolo NCAA: nel 2011 e nel 2014; proprio nel 2014 è stato nominato Most Outstanding Player della manifestazione.

### NBA (2014-2020)

#### Miami Heat e parentesi in D-League (2014-2015)
Al Draft NBA 2014, venne scelto come 24º scelta assoluta dai Charlotte Hornets, per poi essere ceduto quasi subito ai Miami Heat, i quali puntarono molto forte sul play ventitreenne. Il 14 dicembre 2014 venne mandato in D-League ai Sioux Falls Skyforce. Venne richiamato dagli Heat due giorni dopo, per poi essere rispedito agli Skyforce il 31 dicembre. L'8 gennaio 2015 venne richiamato dai Miami Heat. Il 21 febbraio 2015 nella gara vinta 111-87 contro i New York Knicks mise a referto 18 punti,7 rimbalzi e 6 assist. Il 2 aprile 2015 Napier terminò la sua stagione anzitempo a causa di un'ernia. In totale con la canotta degli Heat disputò 51 partite, di cui 10 da titolare, mettendo a segno in totale 261 punti e con il 78,6% nei tiri liberi e il 36,4% nei tiri da 3.

#### Orlando Magic (2015-2016)
Il 28 luglio 2015 venne ceduto via trade dai Miami Heat all'altra squadra della Florida, gli Orlando Magic. Il 12 novembre dello stesso anno Napier nella gara vinta 101-99 contro i Los Angeles Lakers segnò 22 punti. Tuttavia nemmeno a Orlando Napier riuscì a imporsi, venendo ceduto a fine stagione.

#### Portland Trail Blazers (2016-2018)
L'8 luglio 2016 venne ceduto ai Portland Trail Blazers in cambio di una somma di denaro. Dopo aver passato buona parte della stagione come riserva di Damian Lillard, l'11 aprile 2017 segnò 32 punti (migliorando così il suo record personale) nella gara vinta per 99-98 contro i San Antonio Spurs; in quella gara Napier partì titolare proprio al posto di Lillard. Giocò le sue prime partite di playoffs con i Trail Blazers, disputando tutte le partite nella serie persa per 4-0 contro i Golden State Warriors, futuri campioni NBA.
La stagione successiva trovò maggiore spazio in uscita dalla panchina.

#### Brooklyn Nets (2018-2019)
Il 14 luglio 2018 si trasferì ai Brooklyn Nets con cui siglò un contratto biennale.

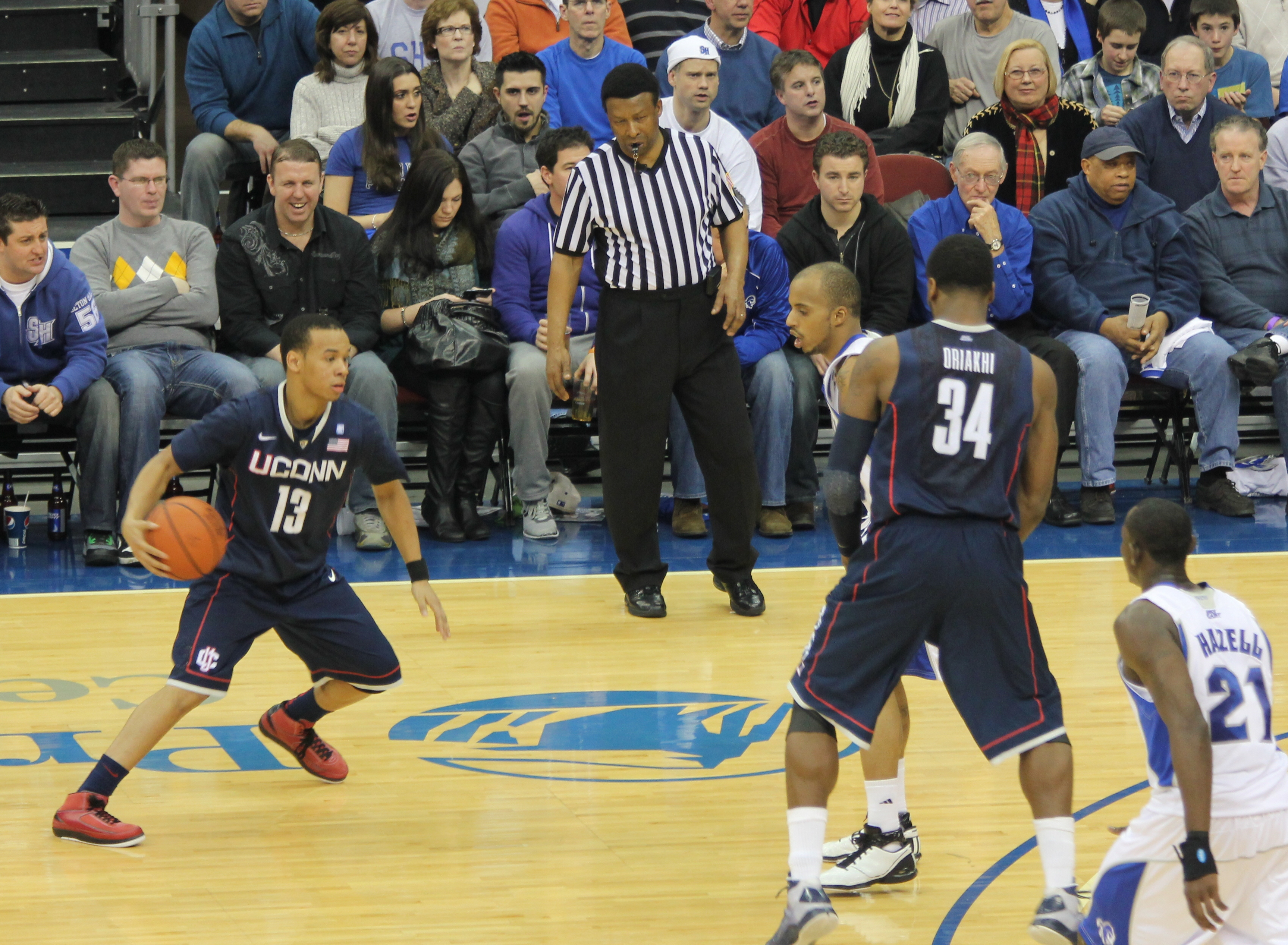
Shabazz Napier in azione con la maglia dei Connecticut Huskies (squadra della sua carriera universitaria)

### Italia (2023-)

#### Olimpia Milano
Il 28 gennaio 2023 l'Olimpia Milano annuncia un accordo fino al termine della stagione in cui contribuisce alla conquista dello scudetto.
La stagione successiva passa alla Stella Rossa ma il 21 dicembre 2023 l'Olimpia annuncia il ritorno del giocatore nel roster.

## Statistiche
| † | Denota una stagione in cui ha vinto il titolo |

### NCAA
| Anno       | Squadra       | PG  | PT | MP   | TC%  | 3P%  | TL%  | RP  | AP  | PRP | SP  | PP   |
| ---------- | ------------- | --- | -- | ---- | ---- | ---- | ---- | --- | --- | --- | --- | ---- |
| 2010-2011† | UConn Huskies | 41  | 0  | 23,7 | 37,0 | 32,6 | 77,1 | 2,4 | 3,0 | 1,6 | 0,1 | 7,8  |
| 2011-2012  | UConn Huskies | 34  | 31 | 35,0 | 38,9 | 35,5 | 74,3 | 3,5 | 5,8 | 1,6 | 0,3 | 13,0 |
| 2012-2013  | UConn Huskies | 28  | 26 | 37,3 | 44,1 | 39,8 | 81,9 | 4,4 | 4,6 | 2,0 | 0,1 | 17,1 |
| 2013-2014† | UConn Huskies | 40  | 40 | 35,1 | 42,9 | 40,5 | 87,0 | 5,9 | 4,9 | 1,8 | 0,3 | 18,0 |
| Carriera   | Carriera      | 143 | 97 | 32,2 | 41,1 | 37,5 | 81,3 | 4,0 | 4,5 | 1,8 | 0,2 | 13,7 |

#### Massimi in carriera
- Massimo di punti: 34 vs Memphis (15 febbraio 2014)[16]
- Massimo di rimbalzi: 12 (3 volte)
- Massimo di assist: 13 (2 volte)
- Massimo di palle rubate: 6 vs Seton Hall (10 febbraio 2013)
- Massimo di stoppate: 3 (2 volte)
- Massimo di minuti giocati: 47 (2 volte)

### NBA

#### Regular Season
| Anno      | Squadra             | PG  | PT | MP   | TC%  | 3P%  | TL%  | RP  | AP  | PRP | SP  | PP   |
| --------- | ------------------- | --- | -- | ---- | ---- | ---- | ---- | --- | --- | --- | --- | ---- |
| 2014-2015 | Miami Heat          | 51  | 10 | 19,8 | 38,2 | 36,4 | 78,6 | 2,2 | 2,5 | 0,8 | 0,1 | 5,1  |
| 2015-2016 | Orlando Magic       | 55  | 0  | 15,2 | 33,8 | 32,7 | 73,3 | 1,0 | 1,8 | 0,4 | 0,0 | 3,7  |
| 2016-2017 | Portland T. Blazers | 53  | 2  | 9,7  | 39,9 | 37,0 | 77,6 | 1,2 | 1,3 | 0,6 | 0,0 | 4,1  |
| 2017-2018 | Portland T. Blazers | 74  | 10 | 20,7 | 42,0 | 37,6 | 84,1 | 2,3 | 2,0 | 1,1 | 0,2 | 8,7  |
| 2018-2019 | Brooklyn Nets       | 56  | 2  | 17,6 | 38,9 | 33,3 | 83,3 | 1,8 | 2,6 | 0,7 | 0,3 | 9,4  |
| 2019-2020 | Minnesota T'wolves  | 36  | 22 | 23,8 | 40,3 | 29,6 | 81,8 | 3,1 | 5,2 | 1,1 | 0,2 | 9,6  |
| 2019-2020 | Wash. Wizards       | 20  | 10 | 24,4 | 42,8 | 35,8 | 83,1 | 2,4 | 3,8 | 1,5 | 0,2 | 11,6 |
| Carriera  | Carriera            | 345 | 56 | 17,4 | 39,7 | 34,5 | 81,5 | 1,9 | 2,5 | 0,8 | 0,1 | 7,1  |

#### Play-off
| Anno     | Squadra             | PG | PT | MP   | TC%  | 3P%  | TL%  | RP  | AP  | PRP | SP  | PP  |
| -------- | ------------------- | -- | -- | ---- | ---- | ---- | ---- | --- | --- | --- | --- | --- |
| 2017     | Portland T. Blazers | 4  | 0  | 11,8 | 42,1 | 45,5 | 75,0 | 1,0 | 0,8 | 0,5 | 0,0 | 6,8 |
| 2018     | Portland T. Blazers | 2  | 0  | 17,5 | 45,5 | 0,0  | 50,0 | 1,0 | 1,5 | 1,5 | 0,0 | 5,5 |
| 2019     | Brooklyn Nets       | 3  | 0  | 9,3  | 63,6 | 60,0 | 87,5 | 2,3 | 3,7 | 0,3 | 0,0 | 8,0 |
| Carriera | Carriera            | 9  | 0  | 12,2 | 48,8 | 40,0 | 70,0 | 1,4 | 1,9 | 0,7 | 0,0 | 6,9 |

#### Massimi in carriera
- Massimo di punti: 32 (2 volte)[17]
- Massimo di rimbalzi: 10 vs Oklahoma City Thunder (25 gennaio 2020)
- Massimo di assist: 13 vs Oklahoma City Thunder (25 gennaio 2020)
- Massimo di palle rubate: 4 (3 volte)
- Massimo di stoppate: 2 (6 volte)
- Massimo di minuti giocati: 41 vs Chicago Bulls (1º gennaio 2018)

### Eurolega
| Anno      | Squadra        | PG | PT | MP   | TC%  | 3P%  | TL%  | RP  | AP  | PRP | SP  | PP   |
| --------- | -------------- | -- | -- | ---- | ---- | ---- | ---- | --- | --- | --- | --- | ---- |
| 2022-2023 | Olimpia Milano | 12 | 10 | 24,8 | 45,5 | 45,6 | 87,5 | 1,8 | 3,9 | 1,1 | 0,0 | 15,0 |
| 2023-2024 | Olimpia Milano | 16 | 16 | 27,1 | 36,1 | 28,4 | 85,2 | 2,5 | 4,0 | 1,1 | 0,0 | 10,9 |
| 2023-2024 | Stella Rossa   | 12 | 7  | 17,7 | 36,7 | 30,5 | 82,6 | 1,7 | 2,3 | 1,3 | 0,0 | 9,8  |
| 2024-2025 | Bayern Monaco  | 33 | 3  | 20,6 | 46,6 | 41,1 | 94,4 | 2,3 | 3,2 | 1,1 | 0,0 | 10,3 |
| Carriera  | Carriera       | 73 | 36 | 22,2 | 41,9 | 36,9 | 89,2 | 2,1 | 3,4 | 1,1 | 0,0 | 11,1 |

## Palmarès

### Squadra
- Titoli NCAA: 2

Connecticut Huskies: 2011, 2014
- Campionato italiano: 2

Olimpia Milano: 2022-2023,  2023-2024
- Campionato tedesco: 1

Bayern Monaco: 2024-2025

### Individuale
- Basketball-Bundesliga MVP finali: 1

Bayern Monaco: 2024-2025

#### NCAA
- Most Outstanding Player delle Final Four: 2014
- Bob Cousy Award: 2014
- NCAA AP All-America First Team (2014)